# Liste rechtsextremer Parolen
Rechtsextreme Parolen sind Parolen bzw. Wahlsprüche, die vom Rechtsextremismus verwendet werden.

## Deutschland
Im deutschsprachigen Raum sind oder waren die folgenden rechtsextremen Parolen in Verwendung. Davon sind manche in der BRD strafbar, manche jedoch nicht.

### Verbotene/strafbare Parolen

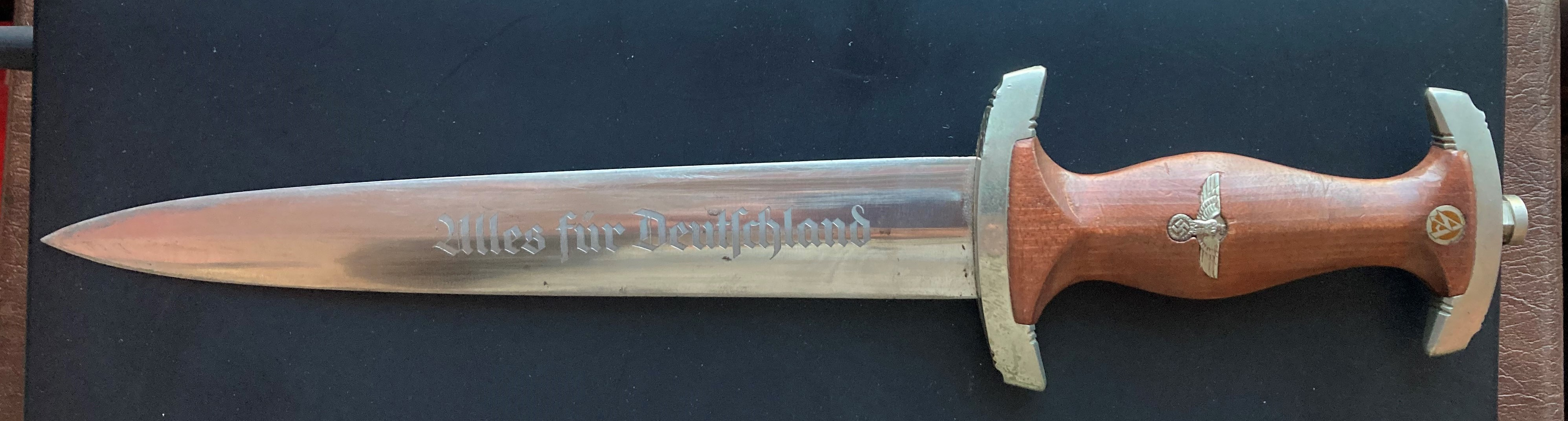
SA-Dolch mit der Gravur Alles für Deutschland

- Heil Hitler (gesprochene Grußformel)
- Mit Deutschem Gruß (briefliche Grußformel)
- Sieg Heil (Parteitags- und Massenparole)
- Ein Volk, ein Reich, ein Führer (Losung der NSDAP)
- Deutschland erwache (Losung der NSDAP)
- Alles für Deutschland (Losung der SA)
- Meine (unsere) Ehre heißt Treue (Losung der SS; geht auf Hitlers Satz „SS-Mann, deine Ehre heißt Treue!“ zurück)
- Blut und Ehre (Losung der Hitler-Jugend)
- Rotfront verrecke (gegen den kommunistischen Roten Frontkämpferbund in der Weimarer Republik gerichtete Hassparole)

### Nicht strafbare Parolen
- White lives matter (Die Parole „White lives matter“ / „Weiße Leben zählen“ prägten US-amerikanische Rassisten als Antwort auf die Parole Black Lives Matter afroamerikanischer Aktivisten. Sie wird auch in Deutschland von Rechtsextremisten aufgegriffen.)
- Klagt nicht, kämpft (Die Parole findet sich häufig als Motiv von rechtsextremistischer Szene-Kleidung, wird aber nicht nur von Rechtsextremisten verwendet. Sie soll von der Fallschirmjäger-Truppe der Wehrmacht stammen, was historisch aber nicht belegt ist.[3])
- Hier marschiert der Nationale Widerstand (Die Parole wird auf Demonstrationen gerufen, um einen organisationsübergreifenden Geist zu beschwören.)
- Frei, sozial und national (Parole auf Demonstrationen der neonazistischen Szene)
- Nationaler Sozialismus jetzt (Parole auf Demonstrationen der neonazistischen Szene)
- Anti-Antifa (Parole, die zum Kampf gegen politische Gegner / Antifaschisten aufruft.)